# شهنه (خوسف)
شهنه یک روستا در ایران است که در شهرستان خوسف واقع شده‌است.